# Municipio de Pleasant View (condado de Beadle)
El municipio de Pleasant View (en inglés: Pleasant View Township) es un municipio ubicado en el condado de Beadle en el estado estadounidense de Dakota del Sur. En el año 2010 tenía una población de 55 habitantes y una densidad poblacional de 0,59 personas por km².

## Geografía
El municipio de Pleasant View se encuentra ubicado en las coordenadas 44°34′57″N 98°16′20″O / 44.58250, -98.27222. Según la Oficina del Censo de los Estados Unidos, el municipio tiene una superficie total de 92.93 km², de la cual 92,43 km² corresponden a tierra firme y (0,53 %) 0,49 km² es agua.

## Demografía
Según el censo de 2010, había 55 personas residiendo en el municipio de Pleasant View. La densidad de población era de 0,59 hab./km². De los 55 habitantes, el municipio de Pleasant View estaba compuesto por el 100 % blancos. Del total de la población el 0 % eran hispanos o latinos de cualquier raza.